# 20898 Фаунтінгіллс
20898 Фаунтінгіллс (20898 Fountainhills) — астероїд головного поясу, відкритий 30 листопада 2000 року.
Тіссеранів параметр щодо Юпітера — 2,350.